# Martine de Breteuil
Pour les articles homonymes, voir Breteuil.
Martine de Breteuil est une actrice française, née Moussia Bielinnko le 21 mars 1908 à Kharkov (Empire russe, aujourd'hui Ukraine) et morte le 13 novembre 2007 à Paris 16e.

## Biographie
La famille maternelle de Martine de Breteuil fuit la révolution russe de 1917 et s’installe en France. Après avoir étudié la danse, elle devient sur scène une vedette de revues et de comédies musicales. Elle est notamment une des protagonistes de l'opérette libertine Les Aventures du roi Pausole créée en décembre 1930 au Théâtre des Bouffes-Parisiens. Elle est connue alors sous le nom de Moussia.
Moussia se marie avec François Le Tonnelier de Breteuil (1892 - 1972), fils du marquis de Breteuil, le 21 août 1928 à Sainte-Maxime où le marié possède la propriété du Gay Sçavoir. Ils divorcent le 04 mars 1953. Martine de Breteuil s'oriente vers le théâtre. Elle dirige le Théâtre de la Potinière de 1948 à 1958, et crée la compagnie des Comédiens de l’Orangerie  en 1973 avec Claude Cortesi. Sa carrière est d'une exceptionnelle longévité ; elle apparaît sur scène au Théâtre Les Déchargeurs jusqu'en 2004.
Elle est la mère d'Henri-François de Breteuil né en 1943.

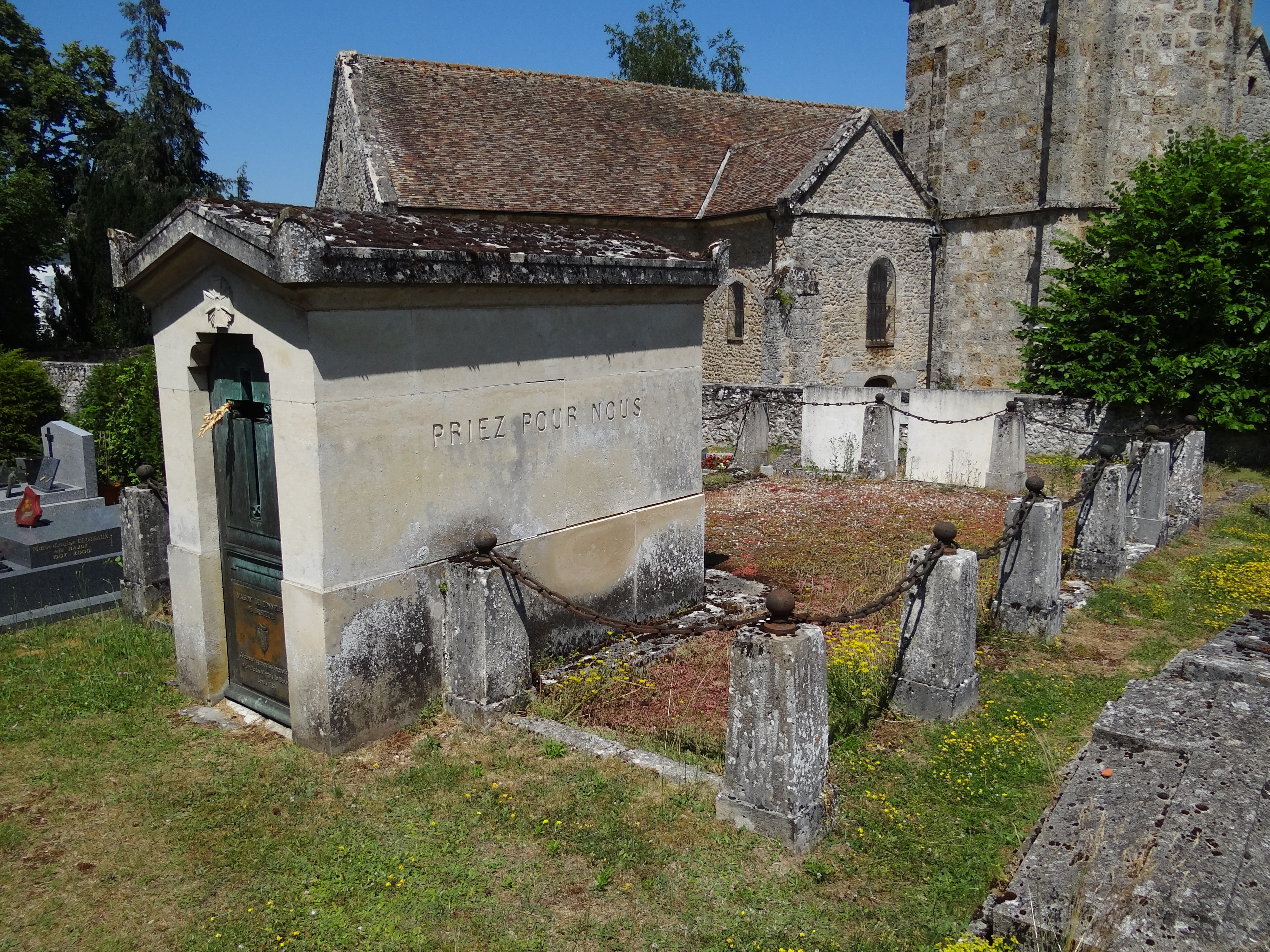
L'enclos funéraire de la famille Le Tonnelier de Breteuil au cimetière de Choisel (Yvelines).

Elle est inhumée dans le caveau familial au cimetière de Choisel (Yvelines).

## Filmographie

### Cinéma
- 1930 : Les Papillons de nuit de Maurice Kéroul, court métrage, chanson filmée
- 1930 : Elle veut faire du cinéma de Henry Wulschleger, court métrage
- 1931 : Blanc comme neige de Francis A. Elias, Camille Lemoine et Jean Choux : Miquette
- 1932 : Monsieur Albert de Karl Anton
- 1932 : Il est charmant ou Paris, je t'aime de Louis Mercanton : Gaby
- 1932 : Pax de Francis A. Elias et Camille Lemoine
- 1933 : Byrrh-cass gagnant de Pierre Weill, court métrage
- 1933 : Un soir de réveillon de Karl Anton : Loulette
- 1933 : La Pouponnière de Jean Boyer : Titou
- 1934 : Le suis-je ?, court métrage, anonyme
- 1943 : La Grande Marnière de Jean de Marguenat : la paysanne
- 1948 : L'Aigle à deux têtes de Jean Cocteau : une dame
- 1949 : Les Nouveaux Maîtres de Paul Nivoix
- 1953 : Rires de Paris de Henry Lepage
- 1955 : Les Carnets du Major Thompson de Preston Sturges
- 1957 : Police judiciaire de Maurice de Canonge
- 1963 : La Porteuse de pain de Maurice Cloche
- 1963 : Carambolages de Marcel Bluwal : une invitée
- 1964 : Le Gendarme de Saint-Tropez de Jean Girault : la duchesse d'Armentières
- 1964 : Une ravissante idiote d'Édouard Molinaro : Marjorie
- 1965 : La Tête du client de Jacques Poitrenaud : Mme Rose
- 1965 : Yoyo de Pierre Étaix
- 1965 : Journal d'une femme en blanc de Claude Autant-Lara : la mère de Mariette
- 1967 : Des garçons et des filles d'Étienne Périer
- 1970 : Le Bal du comte d'Orgel de Marc Allégret
- 1971 : La Philosophie dans le boudoir de Jacques Scandelari
- 1976 : Nuit d'or de Serge Moati : la femme sur le banc public
- 1980 : Comment passer son permis de conduire de Roger Derouillat : Mme Van de Huss
- 1991 : A Star for Two de Jim Kaufman
- 1991 : L'Amour nécessaire (L'amore necessario) de Fabio Carpi : Amelia
- 1996 : Coup de vice de Patrick Levy : une cliente
- 2000 : Épouse-moi d'Harriet Marin : la femme à la Jaguar

### Télévision
- 1962 : Commandant X - épisode : Le dossier Morel de Jean-Paul Carrère : La dame élégante
- 1966 : Les Fables de La Fontaine - épisodes : Les animaux malades de la peste de Hervé Bromberger - Épouse du directeur
- 1968 : La Prunelle (série télévisée)
- 1972 : L'Homme qui revient de loin, feuilleton de Michel Wyn : Mlle Hélier
- 1972 : Deux Cœurs simples, téléfilm d'Edmond Tyborowski : Rose
- 1974 : Le Pain noir - 3 épisodes de Serge Moati : Mme Desjarrige
  - ép #1.3 : Adieu à l'enfance
  - ép #1.4 : Le père fraternité
  - ép #1.6 : Le tramway de la révolution
- 1975 : Cinéma 16 - épisode : Esquisse jeune femme sens dessus-dessous de Alain Boudet -  La mère de Fabienne
- 1975 : Salavin, téléfilm de André Michel : Marguerite
- 1978 : Ciné-roman de Serge Moati : Mme Ros
- 1980 : Mont-Oriol, téléfilm de Serge Moati : Duchesse de Ramas
- 1981 : Sans famille, téléfilm de Jacques Ertaud (Les loups blancs (1er épisode)) : La comtesse
- 1981 : Nana  (mini-série)
- 1983 : Un adolescent d'autrefois de André Michel
- 1984 : Série noire - épisode : J'ai bien l'honneur de Jacques Rouffio
- 1991 : Aldo tous risques - épisode : Mascarade
- 1997 : Avocat d'office - épisode : L'amour piégé - Vieille dame

## Théâtre
- 1949 : Les Maîtres Nageurs de Marcel Franck, mise en scène Émile Dars, Théâtre de la Potinière
- 1950 : L'Amour truqué de Paul Nivoix, mise en scène Jacques Charon, Théâtre de la Potinière
- 1955 : À bout portant de Jean Bruce, mise en scène Jacques-Henri Duval, Théâtre de la Potinière
- 1961 : Remue-ménage de Pierre Leloir, mise en scène Jean Marchat, Comédie-Wagram
- 1971 : Votez Untel de Carragial[Qui ?], mise en scène Claude Cortesi, Théâtre Mouffetard[réf. nécessaire]